# Gong Li (Shorttrackerin)
Gong Li (chinesisch 公俐, Pinyin Gōng Lì; * 9. Juli 2000) ist eine chinesische Shorttrackerin.

## Werdegang
Gong begann im Alter von 11 Jahren mit dem Shorttrack und trat international erstmals bei den Olympischen Jugend-Winterspielen 2016 in Lillehammer in Erscheinung. Dort lief sie auf den 14. Platz über 500 m und auf den zehnten Rang über 1000 m. Im folgenden Jahr kam sie bei den Juniorenweltmeisterschaften 2017 in Innsbruck auf den 12. Platz im Mehrkampf und holte mit der Staffel die Goldmedaille. Bei der Winter-Universiade 2019 in Krasnojarsk errang sie den zehnten Platz über 1500 m. In der Saison 2022/23 nahm sie in Montreal erstmals am Shorttrack-Weltcup teil, wobei sie den zehnten Platz über 1500 m errang und gewann bei den Vier-Kontinente-Meisterschaften 2023 in Salt Lake City über 1000 m sowie mit der Mixed-Staffel jeweils die Silbermedaille. Zudem wurde sie dort Sechste mit der Staffel und Vierte über 500 m. Beim Saisonhöhepunkt, den Weltmeisterschaften 2023 in Seoul, belegte sie den 15. Platz über 1000 m sowie den neunten Rang mit der Staffel und gewann mit der Mixed-Staffel die Silbermedaille. Zu Beginn der folgenden Saison holte sie in Montreal mit der Mixed-Staffel ihre ersten Weltcupsiege und kam in Peking auf den dritten Platz über 1000 m sowie auf den zweiten Platz mit der Mixed-Staffel und über 1500 m. Im weiteren Saisonverlauf errang sie beim Weltcup in Seoul jeweils den dritten Platz mit der Staffel sowie über 1500 m und erreichte zum Saisonende den sechsten Platz im Weltcup über 1500 m. Bei den Weltmeisterschaften 2024 in Rotterdam lief sie auf den 11. Platz über 1000 m, auf den sechsten Rang über 1500 m und auf den fünften Platz mit der Staffel. Zudem gewann sie dort mit der Mixed-Staffel die Goldmedaille. In der Saison 2024/25 errang sie den zehnten Platz im Weltcup über 1500 m und kam zudem in den Staffel-Wettbewerben im Weltcup jeweils einmal, auf den ersten, zweiten sowie dritten Platz. Bei den Winter-Asienspielen 2025 in Harbin gewann sie die Silbermedaille über 1500 m und die Goldmedaille mit der Staffel. Beim Saisonhöhepunkt, den Weltmeisterschaften 2025 in Peking, belegte sie den 15. Platz über 500 m, den 14. Rang über 1500 m, den 12. Platz über 1000 m und den achten Platz mit der Staffel.

## Erfolge

### Weltmeisterschaften
- 2023 Seoul: 2. Platz Mixed-Staffel, 9. Platz Staffel, 15. Platz 1000 m
- 2024 Rotterdam: 1. Platz Mixed-Staffel, 5. Platz Staffel, 6. Platz 1500 m, 11. Platz 1000 m
- 2025 Peking: 8. Platz Staffel, 12. Platz 1000 m, 14. Platz 1500 m, 15. Platz 500 m

### Vier-Kontinente-Meisterschaften
- 2023 Salt Lake City: 2. Platz Mixed-Staffel, 2. Platz 1000 m, 4. Platz 500 m, 6. Platz Staffel

### Platzierungen im Weltcup

#### Weltcupsiege im Team
| Nr. | Datum            | Ort        |
| --- | ---------------- | ---------- |
| 1.  | 21. Oktober 2023 | Montreal 1 |
| 2.  | 28. Oktober 2023 | Montreal 2 |
| 3.  | 8. Dezember 2024 | Peking 3   |

#### Weltcup-Gesamtplatzierungen
| Saison  | Gesamt | Gesamt | 500 m  | 500 m | 1000 m | 1000 m | 1500 m | 1500 m |
| Saison  | Punkte | Platz  | Punkte | Platz | Punkte | Platz  | Punkte | Platz  |
| ------- | ------ | ------ | ------ | ----- | ------ | ------ | ------ | ------ |
| 2022/23 | 270    | 22.    | 50     | 28.   | 84     | 19.    | 136    | 11.    |
| 2023/24 | 381    | 17.    | -      | -     | 90     | 19.    | 291    | 6.     |
| 2024/25 | 206    | 18.    | -      | -     | 84     | 15.    | 122    | 10.    |

### Persönliche Bestzeiten
| Distanz | Zeit         | Datum             | Ort            |
| ------- | ------------ | ----------------- | -------------- |
| 500 m   | 42,800 s     | 11. November 2022 | Salt Lake City |
| 1500 m  | 2:21,675 min | 16. Dezember 2022 | Almaty         |